# Huis Graells
Het Huis Graells (in het Catalaans Casal de Graells of Casal Aguilar) is een middeleeuwse woning in de gemeente Cardona (Bages), in de vallei van de Cardener ten noorden van Barcelona in Catalonië. Het gerestaureerde gebouw dient nu als stadsarchief.
Het bevindt zich binnen de muren aan de noordoostkant van de stad, naast de stadspoort portal de Graells. Het was de woning van de van een belangrijke patriciërsfamilie die van in de late middeleeuwen belangrijke functie in de stad en het graafschap (latere hertogdom) Cardona vervuld heeft. Volgens de historicus Andreu Galera i Pedrosa is de benaming Casal d'Aguilar historisch gezien foutief, aangezien die oude Cardonese patriciërsfamilie nooit in het huis gewoond heeft.
Het gebouw dateert uit de twaalfde eeuw. Het werd op traditionele wijze gebouwd met vier dragende muren uit natuursteen. Het werd al in de zeventiende eeuw verticaal in drie woningen onderverdeeld.
In 1999 werden in het middenste huis (nr. 39) onder latere verf- en stuclagen vrij goed bewaarde13de-eeuwse fresco's ontdekt, een van de weinige overgebleven niet religieuze muurschilderingen uit die periode. De stad Cardona heeft in hetzelfde jaar de huizen 37-39 verworven en is gestart met een 10-jarig restauratieproject. Zowel de ligging van het sterk hellende terrein als de vele transformaties uit latere eeuwen bemoeilijkten de restauratiewerken. De toegemetste arcades van de galerij (porxada) op de tweede verdieping, werden weer geopend (nu wel van vensterramen voorzien). Daar bevinden zich de gerestaureerde fresco's op hun oorspronkelijke plaats.

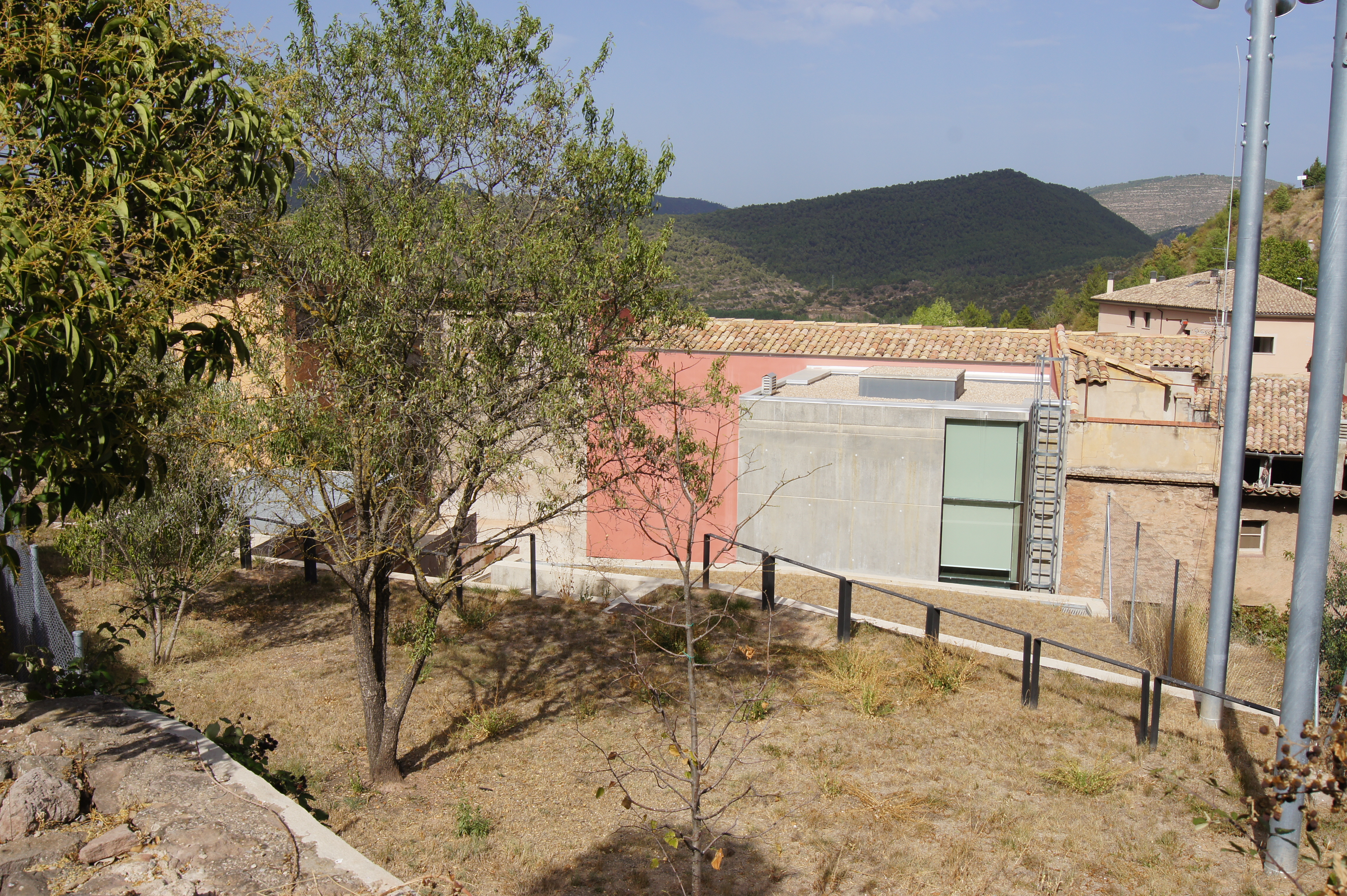
De aanbouw aan de achterzijde in eigentijdse stijl

In het historische gebouw werden de kantoren en ontvangstruimten, een zaal voor het consulteren van archiefstukken aan de voorkant ingericht. Aan de achterzijde van de begane grond en de eerste verdieping, wegens de helling met weinig natuurlijke lichtinval - en daarom ideaal voor het conserveren - en een nieuwe aanbouw in hedendaagse stijl, worden de stukken bewaard. Op de tweede verdieping heeft de Fundació Cardona Històrica, een stichting met de opdracht het historische Cardona te rehabiliteren en te ontwikkelen, haar intrek genomen. Het prachtig gerestaureerde complex werd op 14 maart 2011 plechtig ingehuldigd.